# Мороз Микола Володимирович
Микола Володимирович Мороз  — старший солдат Збройних Сил України, учасник російсько-української війни, що загинув у ході російського вторгнення в Україну в 2022 році.

## Життєпис
Народився 25 травня 1987 року в місті Рожище на Волині. З початком військового вторгнення в Україну Другим відділом Луцького районного ТЦКтаСП був призваний до Збройних Сил України, перебував на передовій. За інформацією, яку надав начальник районного ТЦКтаСП майор Валерія Захарова, військовослужбовець загинув 7 березня 2022 року в ході виконання бойового завдання в селі Дмитрівці Бучанського району Київської області. Тіло загиблого військовослужбовця було привезене до рідного дому 9 квітня. Урочисте прощання відбулося у рідному місті 10 квітня 2022 року біля пам'ятного знаку «Борцям за волю та незалежність України» на площі Незалежності. З 8 по 10 квітня включно, на території Рожищенської міської громади було оголошено триденну жалобу.

## Нагороди
- Орден «За мужність» III ступеня (2022, посмертно) — за особисту мужність і самовіддані дії, виявлені у захисті державного суверенітету та територіальної цілісності України, вірність військовій присязі [4].